# 柄谷行人
柄谷行人（日语：／ Karatani Kojin，1941年8月6日—），本名柄谷善男，筆名行人，生於日本兵庫縣尼崎市，哲學家、思想家、文学家、文藝評論家。曾獲得伊藤整文學獎、群像新人文學獎。1960年發生於日本的安保鬥爭中，當時就讀東京大學經濟學部的柄谷行人投入全學連，成為安保世代的一員。1970年代日本全共鬥世代的社會運動以暴力內鬥告終，柄谷行人在談到這段歷史時說，發生暴力內鬥是因為「企圖用暴力來解決意見的紛爭」。
柄谷行人研究領域跨越哲學、經濟、政治及社會，被視為當代日本頗具分量的思想家，曾先後受邀在耶魯大學、哥倫比亞大學、康乃爾大學及加州大學洛杉磯分校等美國名校擔任客座教授。近年以討論國家、資本、國族等概念，提出「Association」作為對抗理念，並組織New Association Movement（NAM），鼓勵成立各種小型共同體，以區域性生產消費對抗大財團資本。
2023年8月，被美國知名《新聞週刊（Newsweek）》日本版雜誌選為世界尊敬的百大日本人之一。

## 交换模式論
柄谷行人在經濟歷史學的貢獻為以「交換模式」出發的觀點，補充、擴大了馬克思「生產模式」無法涵蓋的層面。他以國家—國族（Nation-State）和資本這種三位一體的結合，從《黑格爾法哲學批判》入手，重新釐清新自由主義，解決馬克思主義在經濟學上無法處理的上層結構問題，他提出A（互酬式）、B（支配與保護）、C（貨幣與商品）三種交換模式，並探討這三者之間的辯證和平衡關係。

### 交換模式[2]
| 自由                      | 拘束                          |        |
| ------------------------- | ----------------------------- | ------ |
| C - 商品交換 (貨幣與商品) | B - 掠奪與再分配 (支配與保護) | 不平等 |
| D - X                     | A - 互酬 (贈與與回禮)         | 平等   |

- 部落式的原始社會，以交換模式A為社會之主要交換模式。以物品換取物品，並透過互酬方式交換。
- 工業革命前的封建社會，以交換模式B為社會之主要交換模式。弱方以物品換來強方「不掠奪」保障，是以武力支撐的交換模式。
- 現代資本主義社會，以交換模式C為社會之主要交換模式。貨物持有人以貨品換取資本家的貨幣。
- 交換模式D, 稱為X，是一種理想之交換模式，歷史上未從試過成為社會交換模式之主流。但宗教的大同概念與之吻合。

### 現代社會構成體[2]
| 自由     | 拘束     |        |
| -------- | -------- | ------ |
| C - 資本 | B - 國家 | 不平等 |
| D - X    | A - 國族 | 平等   |

### 分析
歷史進程為毫無社會結構之自然狀態，及交換模式A主導，乃至交換模式B主導，再進至以交換模式C主導，最後以交換模式D主導為作交換模式A之高次元回歸(這也是佛洛伊德所說的「受壓抑者的回歸」。
交換模式中的「自由/拘束」軸為政治光譜中的「上下軸」，而「平等/不平等」軸為政治光譜中的「左右軸」。要注意的是，柄谷所指的「平等」，是指「結果的平等」，而並非「程序」的平等，這是以左派思想家出發的視角。

## 重要著作
- 《日本近代文学的起源》
- 《世界史的結構》
- 《邁向世界共和國》
- 《哲學的起源》
- 《站在震後的廢墟之上》
- 《帝國的結構》
- 《柄谷行人談政治》
- 《倫理21》
- 《移動的批判》
- 《作為隱喻的建築》